# Страны и народы (Мысль)
«Стра́ны и наро́ды» — 20-томное иллюстрированное издание, посвящённое географическому, этнографическому, историческому и социально-политическому описанию стран мира. Выпускалось издательством «Мысль» в 1978—1985 годах. Все тома снабжены многочисленными, в основном цветными, иллюстрациями, картами и графиками. В подготовке издания приняло участие более 250 специалистов, в том числе доктора и кандидаты наук. Главный редактор — академик АН СССР Ю. В. Бромлей.
Информация о странах дана в рамках советской идеологии, поэтому в рассмотрении экономического и социально-политических аспектов акцент сделан на критике капитализма и империализма параллельно с идеализацизацией коммунистического строя и показом успехов «коммунистического строительства» в странах, идущих по «социалистическому пути развития».
Сильной стороной этого издания является подробный рассказ обо всех странах, существовавших на момент выхода издания. Каждая страна освещается в географическом, экономическом и политическом аспекте. Отдельные темы не только глубоко затрагивают природные, гуманитарные и техногенные угрозы, вставшие перед человечеством в XX веке, но и предлагают возможные пути их решения в будущем.
На сегодня похожих современных изданий не существует.

## Тома
Цвета обложек томов соответствуют цветам, принятым для частей света в Олимпийском движении, за исключением:
- Тома серии «Африка» имеют не чёрный (как слишком мрачный), а цвет хаки;
- Тома серии «Америка» имеют не красный, а коричневый цвет, так как красный назначен томам серии «СССР».

### Земля и человечество
Обложка тома — серого цвета.
- Общий обзор. — 1978. — 351 с. — 180 000 экз.
  - Природа Земли — среда обитания человечества, Происхождение человека и заселение Земли, Современное население Земли, География мирового хозяйства, Культурное многообразие и культурное единство человечества.
- Глобальные проблемы. — 1985. — 430 с. — 180 000 экз.

### Зарубежная Европа
Обложки томов — синего цвета.
- Общий обзор. Северная Европа. — 1981. — 269 с. — 180 000 экз.
  - Финляндская Республика, Королевство Швеция, Королевство Норвегия, Королевство Дания, Фарерские Острова, Республика Исландия
- Восточная Европа. — 1980. — 349 с. — 180 000 экз.
  - Польская Народная Республика, Германская Демократическая Республика, Чехословацкая Социалистическая Республика, Венгерская Народная Республика, Социалистическая Республика Румыния, Народная Республика Болгария, Социалистическая Федеративная Республика Югославия, Народная Социалистическая Республика Албания
- Западная Европа. — 1979. — 381 с. — 180 000 экз.
  - Соединённое Королевство Великобритании и Северной Ирландии, Ирландия (Эйре), Французская Республика, Княжество Монако, Королевство Нидерландов, Королевство Бельгия, Великое Герцогство Люксембург, Федеративная Республика Германии (ФРГ), Швейцарская Конфедерация, Княжество Лихтенштейн, Австрийская Республика, Западный Берлин
- Южная Европа. — 1983. — 285 с. — 180 000 экз.
  - Португальская Республика, Испания, Андорра, Итальянская Республика, Республика Сан-Марино, Государство-город Ватикан, Республика Мальта, Греческая Республика

### Зарубежная Азия
Обложки томов — жёлтого цвета.
- Общий обзор. Юго-Западная Азия. — 1979. — 381 с. — 180 000 экз.
  - Демократическая Республика Афганистан, Иран, Турецкая Республика, Сирийская Арабская Республика, Ливанская Республика, Иорданское Хашимитское Королевство, Иракская Республика, Королевство Саудовская Аравия, Йеменская Арабская Республика, Народная Демократическая Республика Йемен, Султанат Оман, Объединённые Арабские Эмираты, Государство Бахрейн, Государство Катар, Государство Кувейт, Государство Израиль, Республика Кипр
- Южная Азия. — 1982. — 253 с. — 180 000 экз.
  - Республика Индия, Исламская Республика Пакистан, Народная Республика Бангладеш, Королевство Непал, Королевство Бутан, Демократическая Социалистическая Республика Шри-Ланка, Мальдивская Республика
- Юго-Восточная Азия. — 1979. — 303 с. — 180 000 экз.
  - Социалистическая Республика Вьетнам, Лаосская Народно-Демократическая Республика, Народная Республика Кампучия, Королевство Таиланд, Социалистическая Республика Бирманский Союз, Федерация Малайзия, Республика Сингапур, Бруней, Республика Индонезия, Восточный Тимор, Республика Филиппины
- Восточная и Центральная Азия. — 1982. — 284 с. — 180 000 экз.
  - Монгольская Народная Республика, Китайская Народная Республика, Сянган, Аомынь, Корейская Народно-Демократическая Республика, Республика Южная Корея, Япония

### Африка
Обложки томов — цвета хаки.
- Общий обзор. Северная Африка. — 1982. — 349 с. — 180 000 экз.
  - Арабская Республика Египет, Демократическая Республика Судан, Социалистическая Народная Ливийская Арабская Джамахирия, Тунисская Республика, Алжирская Народная Демократическая Республика, Королевство Марокко, Мелилья и Сеута, Западная Сахара, Исламская Республика Мавритания
- Западная и Центральная Африка. — 1979. — 301 с. — 180 000 экз.
  - Республика Сенегал, Республика Мали, Республика Гамбия, Республика Острова Зелёного Мыса, Республика Гвинея-Бисау, Гвинейская Народная Революционная Республика, Республика Сьерра-Леоне, Республика Либерия, Республика Берег Слоновой Кости, Республика Верхняя Вольта, Республика Гана, Тоголезская Республика, Народная Республика Бенин, Республика Нигер, Федеративная Республика Нигерия, Объединённая Республика Камерун, Республика Чад, Центральноафриканская Империя, Республика Экваториальная Гвинея, Демократическая Республика Сан-Томе и Принсипи, Габонская Республика, Народная Республика Конго, Республика Заир, Народная Республика Ангола
- Восточная и Южная Африка. — 1981. — 269 с. — 180 000 экз.
  - Социалистическая Эфиопия, Республика Джибути, Сомалийская Демократическая Республика, Республика Кения, Республика Уганда, Объединённая Республика Танзания, Руандийская Республика, Республика Бурунди, Республика Замбия, Республика Малави; Народная Республика Мозамбик, Республика Зимбабве, ЮАР, Намибия (ЮАР), Республика Ботсвана, Королевство Свазиленд, Королевство Лесото, Демократическая Республика Мадагаскар, Федеральная Исламская Республика Коморские Острова, Реюньон (Франция), Маврикий, Республика Сейшельские Острова

### Америка
Обложки томов — коричневого цвета.
- Общий обзор. Северная Америка. — 1980. — 301 с. — 180 000 экз.
  - Соединенные Штаты Америки, Канада, Гренландия, Сен-Пьер и Микелон, Бермудские острова
- Общий обзор Латинской Америки. Средняя Америка. — 1981. — 333 с. — 180 000 экз.
  - Мексиканские Соединенные Штаты, Республика Гватемала, Республика Гондурас, Белиз, Республика Эль Сальвадор, Республика Никарагуа, Республика Коста-Рика, Республика Панама, Республика Куба, Ямайка, Содружество Багамских островов, Теркс и Кайкос, Каймановы острова, Республика Гаити, Доминиканская Республика, Пуэрто-Рико, Виргинские острова, Монтсеррат, Федерация Сент-Кристофер и Невис, Ангилья, Антигуа, Гваделупа, Содружество Доминики, Мартиника, Сент-Люсия, Сент-Винсент и Гренадины, Гренада, Барбадос, Республика Тринидад и Тобаго, Антильские острова
- Южная Америка. — 1983. — 285 с. — 180 000 экз.
  - Республика Венесуэла, Республика Колумбия, Республика Эквадор, Республика Перу, Республика Боливия, Республика Чили, Республика Аргентина, Республика Парагвай, Восточная Республика Уругвай, Федеративная Республика Бразилия, Кооперативная Республика Гайана, Республика Суринам, Французская Гвиана, Фолклендские (Мальвинские) острова.

### Австралия и Океания. Антарктида
Обложка тома — зелёного цвета.
- Австралия и Океания. Антарктида. — 1981. — 301 с. — 180 000 экз.
  - Австралийский Союз, Кокосовые (Килинг) Острова, Остров Рождества, Папуа — Новая Гвинея, Соломоновы Острова, Республика Вануату, Новая Каледония, Фиджи, Норфолк, Подопечная Территория Тихоокеанские Острова (Микронезия), Гуам, Остров Уэйк, Республика Науру, Кирибати, Тувалу, Королевство Тонга, Западное Самоа, Восточное Самоа, Острова Уоллис и Футуна, Токелау, Ниуэ, Острова Кука, Французская Полинезия, Питкэрн, Остров Пасхи, Гавайские острова, Острова Мидуэй, Остров Джонстон, Новая Зеландия, Антарктида

### Советский Союз
Обложки томов — красного цвета.
- Общий обзор. Россия. — 1983. — 461 с. — 180 000 экз.
- Республики Прибалтики. Белоруссия. Украина. Молдавия. — 1984. — 349 с. — 180 000 экз.
- Республики Закавказья. Республики Средней Азии. Казахстан. — 1984. — 382 с. — 180 000 экз.